# 羽立站
羽立站（日语：／ Hadachi eki */?）是位於日本秋田縣男鹿市，屬於東日本旅客鐵道（JR東日本）的男鹿線車站。本站現時是由土崎站負責管理的無人站。

## 車站構造

### 站房

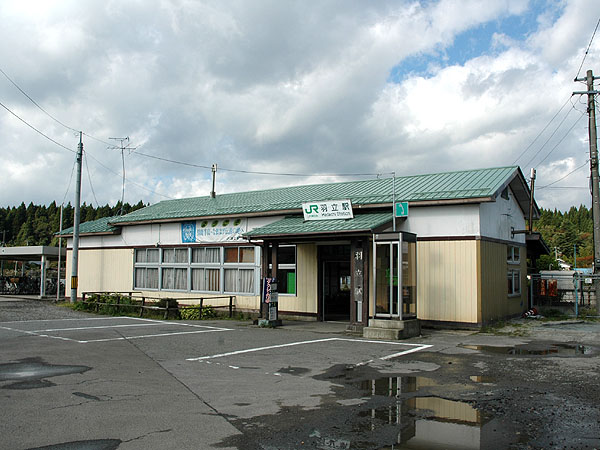
重建車站大樓前的舊車站大樓

站房於於2014年重建。為單層水泥地基配以組合板所搭成的單層站房，規模比第一代站房為細，只設有兩張四座位塑膠候車座椅的候車室。候車室內沒有裝設自動售票機，但在開放式閘口旁邊設置了一部「乘車站證明書發行機」。
而車站外則設有自動販賣機、收費電話亭以及供男、女及殘疾人士使用的獨立式洗手間。

#### 第一代站房
車站於1915年開始營運時已經存在，採用與二田站、船橋站及脇本站同類的鄉郊式單層木建站房一座。車站出入口設於右側，附設候車座椅的候車大堂及開放式閘口，左側為舊站務室、驗票窗口及站員留宿的地方。2011年4月1日無人化前，此站是一座簡易委託車站，當時委託了男鹿市負責平日車站業務及售賣車票事宜。

### 月台
設有側式月台1座，列車不可以交換。列車到站時，往男鹿方向為左側上落、往秋田方向為右側上落。
| 路線    | 方向 | 目的地   |
| ------- | ---- | -------- |
| ■男鹿線 | 上行 | 秋田方向 |
| ■男鹿線 | 下行 | 男鹿方向 |

## 歷史
- 1915年12月1日：國鐵船川輕便線脇本站至此站之間開通，此站啟用。當時位於南秋田郡船川港町（日语：船川港町）[2][1]。
- 1916年12月16日：此站至船川站（即現時的男鹿站）開通[3]。
- 1922年9月2日：路線改名為船川線[4]。
- 1968年4月1日：路線改名為男鹿線。
- 1987年4月1日：伴隨國鐵分割民營化，車站由東日本旅客鐵道（JR東日本）營運。
- 2006年3月31日：成為無人車站。
- 2014年：新車站大樓落成啟用，該大樓設有無障礙設施。
- 2018年5月12日：隨著男鹿站變為業務委託車站，管理站變更為土崎站。
- 2023年5月27日：男鹿線全線均可以使用「Suica」[5][6]。

## 使用狀況
| 年度   | 1日平均 乘車人次 | 參考資料 |
| ------ | ---------------- | -------- |
| 2000年 | 425              | [ 7 ]    |
| 2001年 | 388              | [ 8 ]    |
| 2002年 | 370              | [ 9 ]    |

2002年後因變為無人站，JR東日本及男鹿市統計書均沒有再記錄有關每年的使用人數。

## 車站周邊
- 國道101號（日语：国道101号）
  - 茶臼峠
- 秋田縣道59號男鹿半島線（日语：秋田県道59号男鹿半島線）
- 金川郵局
- 秋田縣埋葬文化財產中心中央調査課男鹿整理收藏室 - 使用了「舊男鹿高等學校」校舍，可進行參觀。
- 伊德（日语：伊徳）男鹿店（超級市場）

在此站轉乘巴士可前往以下景點：
- 男鹿溫泉鄉（日语：男鹿温泉郷）
- 男鹿水族館 GAO（日语：秋田県立男鹿水族館）

## 相鄰車站
東日本旅客鐵道
■男鹿線
脇本－羽立－男鹿

## 外部連結
- 車站資訊（羽立）：東日本旅客鐵道（日語）